# Alien Ant Farm
Alien Ant Farm (с англ. — «Муравьиная ферма инопланетян») — американская рок-группа, образованная в 1996 году в городе Риверсайд, штат Калифорния вокалистом Драйденом Митчеллом. Группа получила известность в 2001 году благодаря каверу на песню Майкла Джексона «Smooth Criminal», выпущенному в альбоме Anthology. Стиль группы колеблется от ню-метала с веяниями Limp Bizkit и Papa Roach, до панк-рока и пост-гранжа. Позже группа получила известность благодаря своему третьему студийному альбому Truant, отчасти благодаря клипу на песню «These Days», после съемок которой членов группы арестовали.

## История
Группа Alien Ant Farm была образована в 1996 году в городе Риверсайд, Калифорния. Будущий фронтмен коллектива, Драйден Митчелл, решил заняться музыкой под впечатлением от успехов отца, который часто играл на гитаре на дружеских вечеринках. Остальные участники «Alien Ant Farm» состояли в одной группе, которая делала кавер-версии песен Primus. В ряду музыкальных пристрастий квартета особняком стоит любовь барабанщика Майка Косгроува к творчеству «короля попа» Майкла Джексона.
Первый совместный концерт на основе собственного материала ребята отыграли на дне рождения Митчелла в июне 1996 года и с тех пор не расставались. Название «Alien Ant Farm» («Муравьиная ферма инопланетян») придумал гитарист Теренс Корсо, которому однажды пришло в голову, что, может быть, человечество — результат эксперимента инопланетян: «Допустим, они поместили нас в подходящую атмосферу, и наблюдают. Так же, как дети рассматривают муравейник. Только теперь муравьи — это люди».
В 1999 году, имея за плечами богатый концертный опыт, «Alien Ant Farm» на собственные средства выпустили первый диск, с крайне оригинальным для дебюта названием «Greatest Hits». Уже через несколько месяцев пластинка, не всегда упоминаемая в официальной дискографии коллектива, оправдала амбиции музыкантов, первенствовав в номинации «Лучший независимый альбом» на церемонии «L.A. Music Awards». Очень скоро группа получила предложение от «Papa Roach», с которыми часто играла ещё на заре клубной карьеры, записав на их рекорд-лейбле свой следующий альбом.
Диск «ANThology», спродюсированный Джеем Баумгарднером («Papa Roach», «Slipknot», «Orgy»), вышел в 2001 году и запомнился широкой общественности сверхуспешной реанимацией легендарного хита вышеупомянутого Майкла Джексона «Smooth Criminal», который в версии калифорнийцев вошёл в десятку лучших рок-синглов «Billboard» по итогам 2001 года. Европейское турне в поддержку «ANThology» пришлось прервать в мае следующего года: автобус, в котором группа переезжала из Люксембурга в Лиссабон, попал в автокатастрофу, в результате чего водитель машины погиб, а все участники «Alien Ant Farm» получили серьёзные травмы. В середине октября 2011 года группа начала записывать новый альбом.

## Участники
- Драйден Митчелл — основной вокал, ритм-гитара (с 1996)
- Майк Косгроув — ударные (с 1996)
- Терри Корсо — лидер-гитара, бэк-вокал (1996—2003, 2008-н.в.)
- Тим Пью — бас-гитара, бэк-вокал (с 2014)

Бывшие участники
- Джо Хилл — лидер гитара, бэк-вокал (2004—2008, разовое шоу в 2012 г.)
- Тай Замора — бас-гитара, клавишные инструменты, калимба, перкуссия, бэк-вокал (1996—2006, 2008—2014)

Концертные участники
- Майкл Энтони Граевски — бас-гитара (2022)
- Майкл Анайя — клавишные, перкуссия, бэк-вокал (2014-н.в.)
- Алекс Баррето — бас-гитара (2006—2008)
- Виктор Камачо — лидер гитара (2003)
- Майк Шоукросс — перкуссия (2003)

## Дискография

### Альбомы
- Greatest Hits (1999)
- Anthology (2001)
- Truant (2003)
- Up In The Attic (2006)
- Always and Forever (2015)
- Mantras (2024)

### Мини-альбомы
- $100 EP (1996)
- Love Songs EP (1998)

### Синглы
- «Movies» (2001)
- «Smooth Criminal» (2001)

### Сборники
- 20th Century Masters: The Millennium Collection: The Best of Alien Ant Farm (2008)

## Прочее
Песня Wish попала в саундтрек Tony Hawk's Pro Skater 3.